# Zamek Stolberg
Zamek Stolberg (niem. Schloss Stolberg) – zabytkowy zamek w Stolberg (Harz, Saksonia-Anhalt).
Od początku XIII w. do 1945 zamek był siedzibą hrabiów i książąt von Stolberg. 
W 1506 na zamku urodziła się Juliana von Stolberg und Wernigerode (1506–1580), matka Wilhelm I Orańskiego (1533–1584).
Nad portelem herby  Christopha Ludwika I von Stolberg-Stolberg (1634–1704) i jego żony Luizy Krystyny von Hessen-Darmstadt (1636–1697).

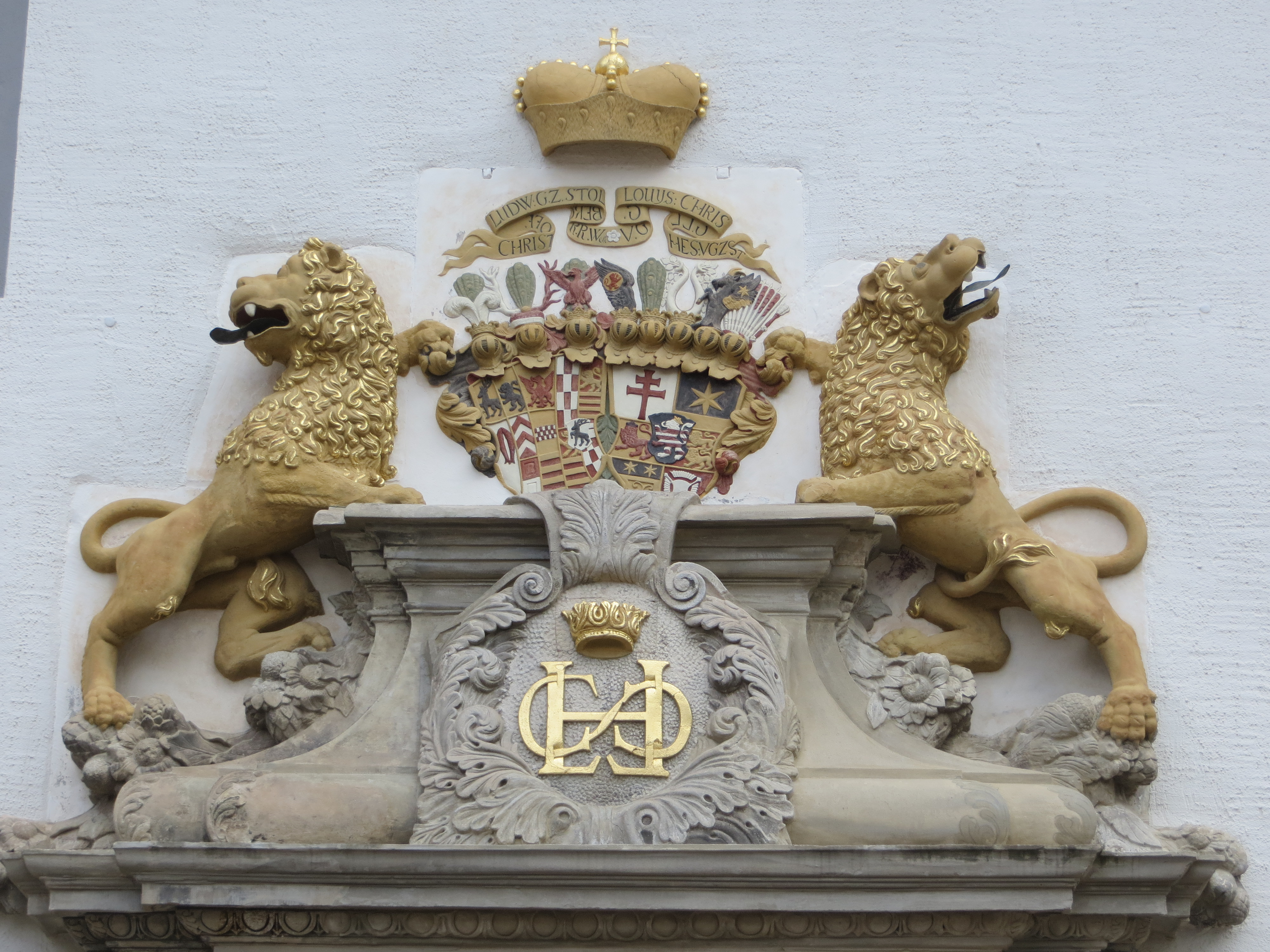
Herby Stolberg i Hessen
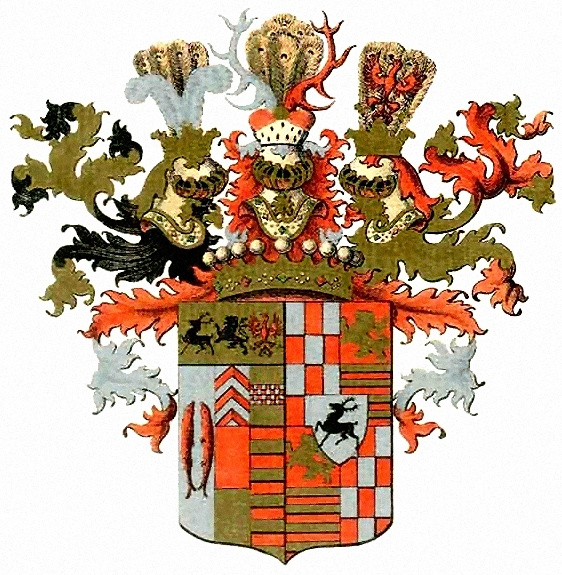
Herb Christopha I Stolberga(inne języki)
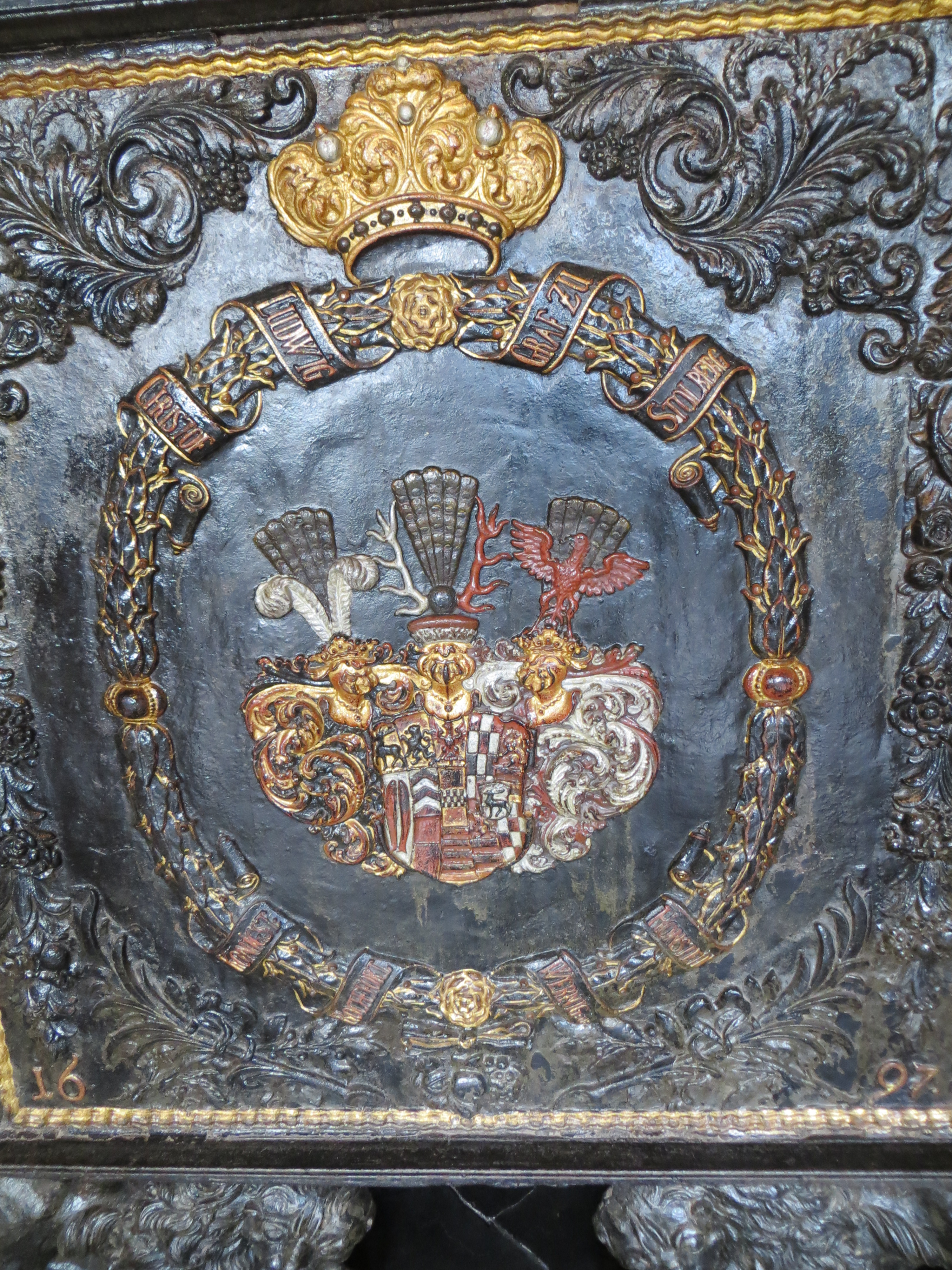
Herb Christopha I Stolberga(inne języki)
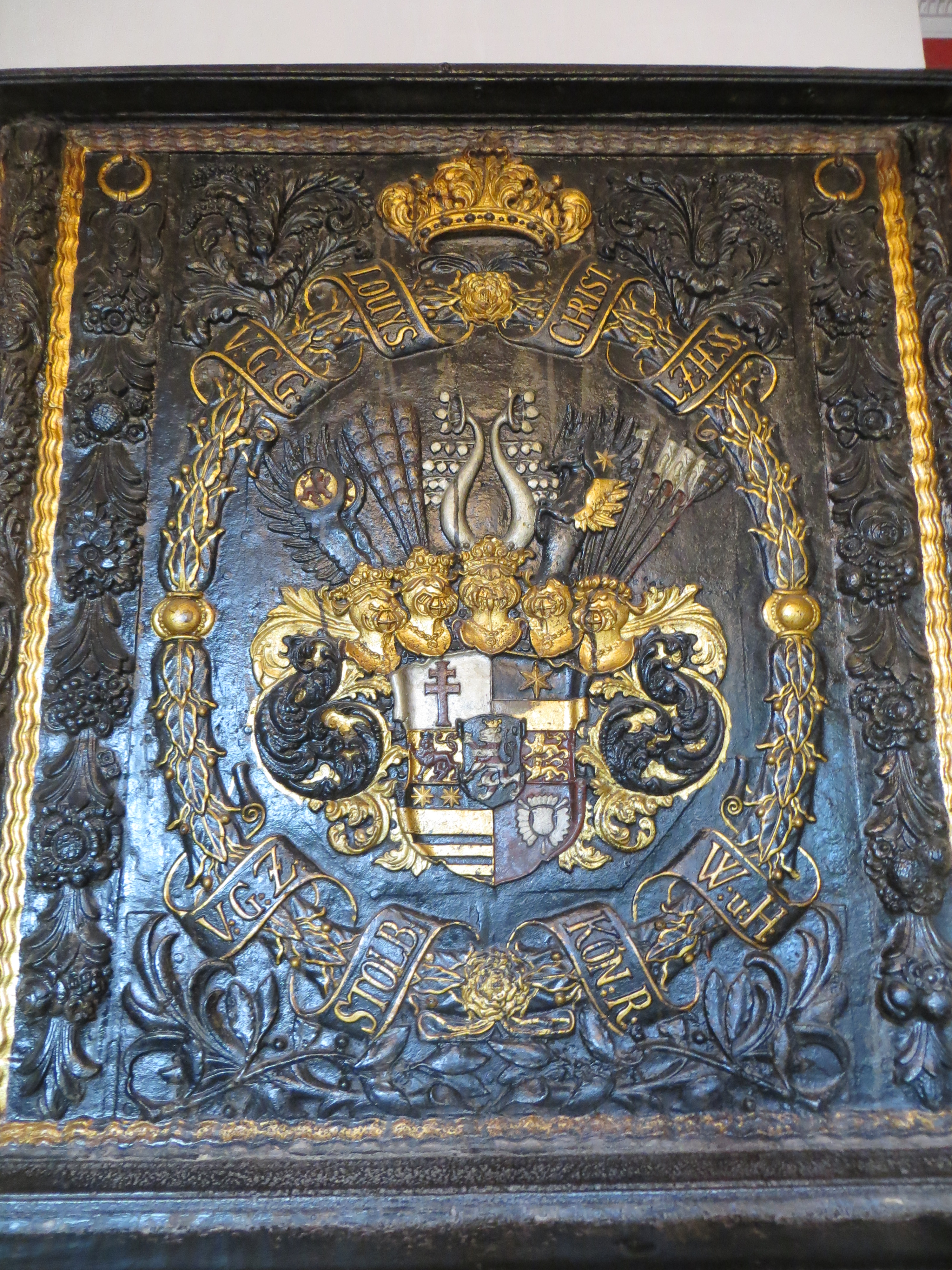
Herb żony Christopha, Luizy von Hessen
Herb Hessen (odmiana)